# Éternel Conflit
Pour plus de détails, voir Fiche technique et Distribution.
Éternel Conflit est un film français réalisé par Georges Lampin et sorti en 1948.

## Synopsis
Le professeur Janvier, un enseignant désabusé, n'aime plus son existence ; sa fille Lili est morte, et il ne supporte plus son épouse, sa belle-mère et ses supérieurs. Il quitte tout pour devenir clown dans un cirque. La très jolie acrobate du cirque, Florence, le prend en sympathie et fait de lui son confident. Elle est prise entre ses deux amants, le riche Chardeuil qui est marié, et le bel et indifférent Antonio. Janvier veut lui faire changer de vie pour qu'elle retrouve l'estime d'elle-même, mais l'entreprise est périlleuse.

## Fiche technique
- Titre français : Éternel Conflit
- Réalisation : Georges Lampin
- Scénario : Charles Spaak et Jean Ferry
- Image : Christian Matras
- Décors : Léon Barsacq et James Allan
- Son : Lucien Legrand
- Musique : Maurice Thiriet
- Montage : Borys Lewin
- Production : Jacques Roitfeld
- Société de production : Francinex
- Pays d'origine :  France
- Format :  Son mono - Noir et blanc - 35 mm - 1,37:1
- Genre : drame
- Durée : 95 minutes
- Date de sortie : France - 26 mai 1948
- Affiche : Marcel Jeanne (France)

## Distribution
- Fernand Ledoux : Louis Janvier
- Annabella : Florence
- Michel Auclair : Antonio
- Louis Salou : Edmond Chardeuil
- Line Noro : Germaine, la femme de Janvier
- Jeanne Lion : Mémé, la belle-mère de Janvier
- Mary Morgan : Mme Chardeuil
- Colette Ripert : Mlle Chardeuil
- Philippe Lemaire : Chardeuil fils
- Jeannette Batti : Janette
- Monique Arthur : la bonne
- Gaston Modot : le bonimenteur
- Roland Armontel : Robert Ariani
- Marcel André : le proviseur
- Guy Favières : l'inspecteur
- Paul Delon : le directeur
- Marcel Melrac : un garçon de piste
- Julien Maffre : un garçon de piste
- Albert Malbert : le patron du café
- Les Mascarilles